# Hennie van Nee
Hendrik van Nee detto Hennie (Zwolle, 13 agosto 1939 – 25 gennaio 1996) è stato un calciatore olandese, di ruolo attaccante.

## Carriera
Ha giocato con squadre di club partecipanti al campionato neerlandese e belga.
Nel biennio 1964-1965 ha giocato per la Nazionale dei Paesi Bassi, prendendo parte in totale 5 partite e andando a segno 2 volte (contro Albania e Irlanda del Nord).

## Statistiche

### Cronologia presenze e reti in Nazionale
| Cronologia completa delle presenze e delle reti in nazionale ― Paesi Bassi | Cronologia completa delle presenze e delle reti in nazionale ― Paesi Bassi | Cronologia completa delle presenze e delle reti in nazionale ― Paesi Bassi | Cronologia completa delle presenze e delle reti in nazionale ― Paesi Bassi | Cronologia completa delle presenze e delle reti in nazionale ― Paesi Bassi | Cronologia completa delle presenze e delle reti in nazionale ― Paesi Bassi | Cronologia completa delle presenze e delle reti in nazionale ― Paesi Bassi | Cronologia completa delle presenze e delle reti in nazionale ― Paesi Bassi |
| Data                                                                       | Città                                                                      | In casa                                                                    | Risultato                                                                  | Ospiti                                                                     | Competizione                                                               | Reti                                                                       | Note                                                                       |
| -------------------------------------------------------------------------- | -------------------------------------------------------------------------- | -------------------------------------------------------------------------- | -------------------------------------------------------------------------- | -------------------------------------------------------------------------- | -------------------------------------------------------------------------- | -------------------------------------------------------------------------- | -------------------------------------------------------------------------- |
| 30-9-1964                                                                  | Anversa                                                                    | Belgio                                                                     | 1 – 0                                                                      | Paesi Bassi                                                                | Amichevole                                                                 | -                                                                          |                                                                            |
| 25-10-1964                                                                 | Tirana                                                                     | Albania                                                                    | 0 – 2                                                                      | Paesi Bassi                                                                | Qual. Mondiali 1966                                                        | 1                                                                          |                                                                            |
| 9-12-1964                                                                  | Amsterdam                                                                  | Paesi Bassi                                                                | 1 – 1                                                                      | Inghilterra                                                                | Amichevole                                                                 | -                                                                          |                                                                            |
| 26-10-1965                                                                 | Tel Aviv                                                                   | Israele                                                                    | 0 – 1                                                                      | Paesi Bassi                                                                | Amichevole                                                                 | -                                                                          |                                                                            |
| 17-3-1965                                                                  | Belfast                                                                    | Irlanda del Nord                                                           | 2 – 1                                                                      | Paesi Bassi                                                                | Qual. Mondiali 1966                                                        | 1                                                                          |                                                                            |
| Totale                                                                     |                                                                            | Presenze                                                                   | 5                                                                          |                                                                            | Reti                                                                       | 2                                                                          |                                                                            |